# Concerto pour clavecin (Górecki)
Le concerto pour clavecin et orchestre à cordes (op. 40) est une œuvre pour clavecin (accessoirement piano) et un ensemble à cordes composée par Henryk Górecki à la fin des années 1970.

## Historique
Le concerto pour clavecin fut écrit par Górecki, après une commande de la Radio et Télévision polonaises, pour la claveciniste polonaise Elzbieta Chojnacka à qui il est dédié et qui en fit la création le 2 mars 1980 à Katowice. Cette œuvre est également un hommage à Wanda Landowska, claveciniste polonaise pour laquelle Manuel de Falla avait aussi composé une pièce pour son instrument fétiche.
La première mondiale a lieu le 2 mars 1980 à Katowice en Pologne par Elżbieta Chojnacka et l'Orchestre symphonique national de la radio polonaise dirigés par Stanisław Wisłocki. Une version pour piano est créée le 2 avril 1990 par Jaroslaw Siwinski.
Le concerto pour clavecin est l'une des pièces modernes pour cet instrument qui connait le plus de succès, notamment avec son utilisation par la chorégraphe Lucinda Childs en 1993 pour sa pièce de danse contemporaine Concerto.

## Structure
Le concerto pour clavecin est composé de deux mouvements :
1. Allegro molto ~4 min 40 s
2. Vivace marcatissimo ~4 min 15 s

L'exécution de la pièce dure environ 9 minutes.

## Discographie sélective
- Concerto pour clavecin sur le disque Górecki par Elzbieta Chojnacka et le London Sinfonietta dirigés par Markus Stenz, Nonesuch Records, 1995.